# Ο̈
Cette page contient des caractères spéciaux ou non latins. S’ils s’affichent mal (▯, ?, etc.), consultez la page d’aide Unicode.
Ne doit pas être confondu avec la lettre latine Ö ou la lettre cyrillique Ӧ.
L’omicron tréma, ο̈, est une lettre grecque additionnelle utilisée dans l’écriture du grec pontique par certains auteurs.

## Utilisation
En grec pontique, l’omicron tréma est utilisé pour représenter une voyelle mi-ouverte antérieure arrondie [œ].